# Kahleah Copper
Kahleah Lafeesa Copper (Filadelfia, 28 agosto 1994) è una cestista statunitense, professionista nella WNBA.

## Carriera
È stata selezionata dalle Washington Mystics al primo giro del Draft WNBA 2016 (7ª scelta assoluta).
Con gli Stati Uniti ha disputato i Campionati mondiali del 2022.

## Statistiche

### College
| Anno      | Squadra            | PG  | PT  | MP   | TC%  | 3P%  | TL%  | RP  | AP  | PRP | SP  | PP   |
| --------- | ------------------ | --- | --- | ---- | ---- | ---- | ---- | --- | --- | --- | --- | ---- |
| 2012-2013 | Rutgers S. Knights | 30  | 5   | 16,5 | 40,7 | -    | 71,7 | 3,5 | 0,5 | 0,4 | 0,1 | 5,1  |
| 2013-2014 | Rutgers S. Knights | 36  | 34  | 30,6 | 52,1 | -    | 71,0 | 6,2 | 1,4 | 1,1 | 0,3 | 16,1 |
| 2014-2015 | Rutgers S. Knights | 33  | 33  | 32,7 | 45,9 | 0,0  | 70,8 | 5,2 | 1,5 | 1,2 | 0,2 | 16,3 |
| 2015-2016 | Rutgers S. Knights | 34  | 34  | 34,3 | 49,7 | 38,6 | 67,5 | 8,0 | 1,7 | 1,6 | 0,5 | 17,7 |
| Carriera  | Carriera           | 133 | 106 | 28,9 | 48,4 | 37,5 | 70,1 | 5,8 | 1,3 | 1,1 | 0,3 | 14,1 |

### WNBA

#### Regular Season
| Anno     | Squadra         | PG  | PT  | MP   | TC%  | 3P%  | TL%  | RP  | AP  | PRP | SP  | PP   |
| -------- | --------------- | --- | --- | ---- | ---- | ---- | ---- | --- | --- | --- | --- | ---- |
| 2016     | Wash. Mystics   | 30  | 3   | 16,2 | 41,7 | 46,7 | 68,3 | 3,1 | 0,8 | 0,5 | 0,1 | 6,2  |
| 2017     | Chicago Sky     | 34  | 10  | 14,3 | 46,5 | 29,4 | 83,0 | 1,9 | 0,4 | 0,3 | 0,1 | 6,7  |
| 2018     | Chicago Sky     | 33  | 2   | 15,9 | 39,7 | 37,5 | 87,5 | 2,2 | 0,6 | 0,3 | 0,2 | 7,1  |
| 2019     | Chicago Sky     | 34  | 0   | 14,8 | 38,7 | 30,6 | 77,1 | 1,9 | 0,9 | 0,4 | 0,1 | 6,7  |
| 2020     | Chicago Sky     | 22  | 22  | 31,3 | 49,6 | 34,4 | 73,7 | 5,5 | 2,1 | 1,0 | 0,2 | 14,9 |
| 2021†    | Chicago Sky     | 32  | 32  | 30,8 | 45,9 | 30,6 | 81,8 | 4,2 | 1,8 | 0,8 | 0,3 | 14,4 |
| 2022     | Chicago Sky     | 31  | 31  | 28,7 | 48,1 | 35,6 | 77,5 | 5,7 | 2,3 | 0,5 | 0,0 | 15,7 |
| 2023     | Chicago Sky     | 38  | 38  | 31,2 | 44,8 | 40,4 | 77,0 | 4,4 | 2,0 | 0,9 | 0,3 | 18,7 |
| 2024     | Phoenix Mercury | 37  | 37  | 32,4 | 43,5 | 31,4 | 80,7 | 4,5 | 2,3 | 0,8 | 0,1 | 21,1 |
| Carriera | Carriera        | 291 | 175 | 23,9 | 44,7 | 34,8 | 78,7 | 3,6 | 1,4 | 0,6 | 0,1 | 12,5 |

#### Playoffs
| Anno     | Squadra         | PG | PT | MP   | TC%  | 3P%  | TL%  | RP  | AP  | PRP | SP  | PP   |
| -------- | --------------- | -- | -- | ---- | ---- | ---- | ---- | --- | --- | --- | --- | ---- |
| 2019     | Chicago Sky     | 2  | 0  | 16,0 | 54,5 | 75,0 | 100  | 2,0 | 1,0 | 1,5 | 0,0 | 9,0  |
| 2020     | Chicago Sky     | 1  | 1  | 35,0 | 50,0 | 50,0 | 25,0 | 0,0 | 4,0 | 2,0 | 0,0 | 17,0 |
| 2021†    | Chicago Sky     | 10 | 10 | 32,8 | 52,0 | 34,4 | 79,1 | 5,3 | 1,9 | 1,2 | 0,2 | 17,7 |
| 2022     | Chicago Sky     | 8  | 8  | 30,5 | 45,2 | 34,6 | 79,5 | 3,8 | 0,9 | 1,6 | 0,4 | 16,8 |
| 2023     | Chicago Sky     | 2  | 2  | 34,5 | 40,6 | 45,5 | 75,0 | 7,5 | 1,5 | 0,5 | 0,0 | 20,0 |
| 2024     | Phoenix Mercury | 2  | 2  | 29,5 | 40,7 | 36,4 | 60,0 | 4,5 | 2,5 | 1,0 | 0,0 | 14,5 |
| Carriera | Carriera        | 25 | 23 | 30,7 | 47,6 | 38,6 | 76,4 | 4,4 | 1,6 | 1,3 | 0,2 | 16,6 |

## Palmarès
- Campionato WNBA: 1

Chicago Sky: 2021
- WNBA Finals Most Valuable Player: 1

2021
- WNBA All-Team: 1

Second Team: 2024
- WNBA All-Star: 4

2021, 2022, 2023, 2024